# Paul Nicolas
Paul Georges Maxime Nicolas (ur. 4 listopada 1899 w Paryżu, zm. 3 marca 1959 w Gy-l’Évêque) – francuski piłkarz grający na pozycji napastnika. W swojej karierze rozegrał 35 meczów w reprezentacji Francji, w których strzelił 20 goli.

## Kariera klubowa
Swoją karierę piłkarską Nicolas rozpoczął w klubie Saint-Mandé. Następnie był zawodnikiem paryskiego zespołu Gallia Club Paris, gdzie występował do 1920 roku. Potem przeszedł do Red Star 93. W 1921 roku osiągnął z Red Starem swój pierwszy sukces, gdy zdobył Puchar Francji. Po puchar ten sięgał również w latach 1922, 1923 i 1928. W 1929 roku odszedł z Red Staru i został zawodnikiem Amiens SC. Występował w nim do 1931 roku, czyli do zakończenia swojej kariery sportowej.

## Kariera reprezentacyjna
W reprezentacji Francji Nicolas zadebiutował 18 stycznia 1920 roku w przegranym 4:9 towarzyskim meczu z Włochami. W swojej karierze grał na Igrzyskach Olimpijskich w Antwerpii, w Paryżu i w Amsterdamie. Od 1920 do 1931 roku rozegrał w kadrze narodowej 35 meczów i zdobył w nich 20 bramek.

## Kariera trenerska
W latach 1949–1953 oraz 1954–1959 Nicolas był w komitecie trenerów, prowadzących reprezentację Francji. W marcu 1959 zginął w wypadku samochodowym wracając z meczu Francji z Belgią.